# Zaliznyczne (rejon sumski)
Zaliznyczne (ukr. Залізничне) – osiedle na Ukrainie, w obwodzie sumskim, w rejonie sumskim. W 2001 liczyło 290 mieszkańców, spośród których 286 wskazało jako ojczysty język ukraiński, 3 rosyjski, a 1 białoruski.